# Instituto Politécnico Superior

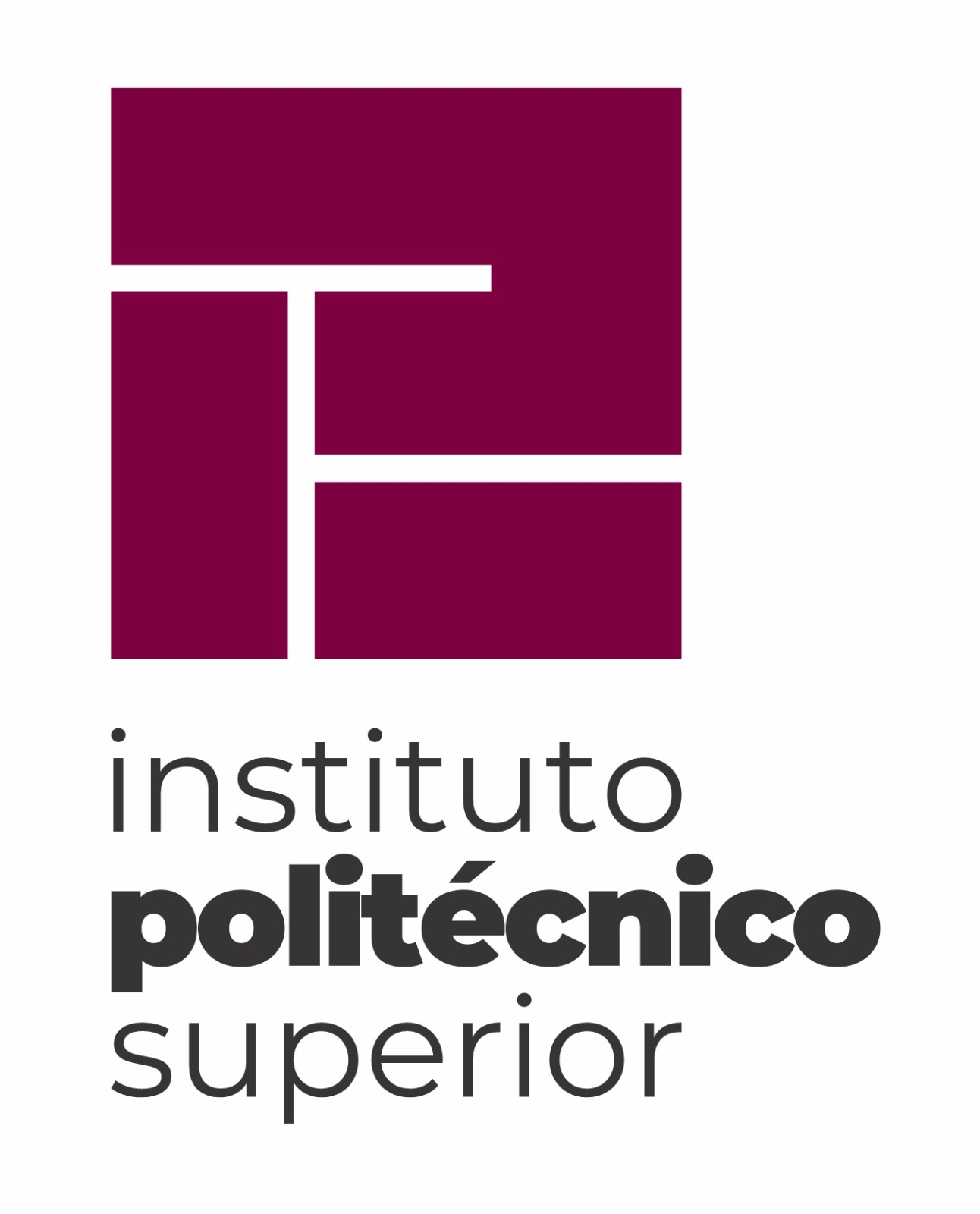
Logotipo del Instituto Politécnico Superior

El Instituto Politécnico Superior «General San Martín» es una escuela secundaria técnica de la ciudad de Rosario, perteneciente a la Universidad Nacional de Rosario. Actualmente la dirección de la institución se encuentra a cargo de Verónica Filotti, docente de matemáticas con amplia trayectoria en la institución.

## Breve historia
La Escuela Industrial de la Nación fue creada por Ley N.º 5012 del Congreso de la Nación, dictada el 26 de septiembre de 1906. Se inauguró en 1907, comenzando sus actividades con una población estudiantil de solamente 28 alumnos. En los articulados de la ley quedan expresadas las motivaciones y objetivos de la creación, destinados a impartir enseñanza técnica a los jóvenes que deseaban dedicarse a las carreras industriales. La ciudad de Rosario, emplazada sobre las márgenes del río Paraná y en el sur de la provincia de Santa Fe, como así también su zona de influencia, carecían de un desarrollo industrial de envergadura y la población, todavía dedicada casi exclusivamente a las actividades comerciales y agrícola-ganaderas, fue originalmente reticente al cambio que se proponía. Prueba de ello fueron los esfuerzos necesarios para mantener el funcionamiento de la Escuela en sus primeros años de existencia.
Desde su creación y hasta 1920, la escuela dependió del Ministerio de Instrucción Pública de la Nación. A partir de esa fecha pasó a depender de la Universidad Nacional del Litoral, como anexa a la Facultad de Ciencias Matemáticas, Físico-Químicas y Naturales aplicadas a la Industria. Desde ese momento la Escuela Industrial se convirtió, en los hechos, en la institución que preparaba, a través de su ciclo medio, a los futuros ingresantes a las carreras universitarias de dicha Facultad. Éste fue, en realidad, el objetivo de los primeros años.
El aumento de la población, debido fundamentalmente al aporte inmigratorio, fue factor principal en el desenvolvimiento económico del comercio y las industrias. Por consiguiente ese paulatino desarrollo industrial trajo aparejado un aumento considerable de la cantidad de egresados que no seguían estudios universitarios, sino que se volcaban de lleno al campo laboral, con alta calificación profesional. En otros casos, paralelamente al trabajo como técnico, muchos abordaban estudios superiores.
Como consecuencia, el objetivo inicial se amplió, ante una nueva realidad, siendo necesario formar técnicos del mejor nivel profesional, al margen de que siguieran estudios universitarios. En 1961, se fijaron objetivos de forma incuestionable, al establecerse que la Escuela no debía formar futuros estudiantes de ingeniería, ni obreros calificados, sino la capa media de ejecutivos de la industria, que sean el nexo entre los niveles superior e inferior de la estructura ocupacional, poseyendo por lo tanto un perfil propio. Esto condujo a que, durante 1962/63, se propusiera un cambio sustancial en los planes de estudio, que abarcó los siguientes aspectos: actualización de planes y programas, estructura docente departamentalizada, reequipamiento de laboratorios y talleres, renovación del material didáctico, modificación del régimen de promoción y permanente evaluación del proceso de enseñanza y aprendizaje.
Compatible con los nuevos objetivos, se produjo una variante de la estructura educativa, dando una articulación vertical a nivel de 5.º año, bachiller técnico; con ingreso a cualquier carrera universitaria y un ciclo técnico diversificado, técnico IPR; con un total de 7 años de estudio.
La nueva estructura educativa comenzó a aplicarse a partir de 1969. El 19 de marzo de ese año, la Escuela Rosario pasó a denominarse Instituto Politécnico de Rosario «General San Martín», nombre que resultaba más acorde con las nuevas funciones y objetivos. Más tarde, por Decreto Nacional N.º 2603 del 25 de junio de 1970, el Instituto Politécnico pasó a ser dependencia directa de la Universidad Nacional de Rosario, creada en 1968; desanexándose de la Facultad de Ciencias Exactas, Ingeniería y Arquitectura, tal como corresponde a una institución que posee objetivos propios.
Siendo una escuela universitaria que imparte enseñanza secundaria, «su existencia se justifica si en ella se aplican, en su funcionamiento, métodos modernos y especialmente los no ensayados aún en el país; es decir que la institución debe actuar como escuela piloto y centro de investigación pedagógica, transmisor de sus experiencias educativas. De hecho sus egresados deben ser de primer nivel». Dadas sus características de escuela piloto, fijadas en el Estatuto de la Universidad Nacional de Rosario, el Instituto Politécnico pudo completar una etapa más del ciclo de ordenamiento y estructuración racional de la enseñanza que en él se imparte, planificándola de manera adecuada a su área de influencia. el puma
Con posterioridad, en 1975, la institución pasó a denominarse Instituto Politécnico Superior «General San Martín», abriéndose así el camino a la enseñanza de nivel terciario, que de hecho existía a través de la formación de técnicos ópticos, con población estudiantil proveniente, en su mayoría, de los bachilleratos ordinarios.
En la actualidad, han sido incorporadas nuevas carreras de nivel terciario, para satisfacer demandas del sector productivo y empresario. Así se está desarrollando la especialidad de Plásticos y Elastómeros, que se enmarca en un convenio con la Sociedad Alemana de Cooperación Técnica (GTZ), quien colabora con una importante provisión de equipos, asesoramiento técnico y capacitación de docentes.
En la localidad de El Trébol, cercana a la ciudad de Rosario, se desarrolla la especialidad de Tecnología de Alimentos. Mientras tanto en Rosario se desarrollan las especialidades de Construcciones, Sistemas Electrónicos, Analista en Sistemas, Óptica, Química, Mecatrónica y Organización Industrial.
A partir del año 2010, los alumnos de nivel secundario, que ingresan, están bajo un nuevo plan de estudio que involucra 6 años (3 años comunes a todos los cursos y 3 años de especialización) con un título de tecnicatura en las siguientes especialidades: Química, Mecánica, Plantas industriales, Construcciones, Electrónica e Informática.

## Mística del Politécnico
Los 25 de septiembre de cada año, en la víspera del aniversario de la fundación del Politécnico, se festeja el Taburetazo (encuentro masivo de exalumnos).
Otros encuentros organizados por el CEP (Centro de Estudiantes del Politécnico) son el Polirock (organizado por Alicia Sánchez, quien fue Jefa del Departamento de Extensión Cultural, hasta su fallecimiento en noviembre del 2009) y el Poliacústico  (organizado desde el 2003 por el Departamento de Extensión Cultural a partir de una propuesta realizada por la profesora Roxana Ascierto inspirada en la compra de una guitarra).
En el Politécnico puede reconocerse una flexibilidad no frecuente en otros establecimientos educativos respecto de la vestimenta.

## Lista de carreras terciarias
- Analista Universitario en Sistemas
- Técnico Universitario en Gestión y Producción
- Técnico Universitario en Química
- Técnico Universitario en Sistemas Electrónicos
- Técnico Universitario en Mecátronica
- Técnico Universitario en Óptica
- Técnico Universitario en Construcciones
- Técnico Universitario en Plásticos y Elastómeros